# 隆緒
隆緒（527年十月－528年正月）是北魏時期南齐末裔萧宝夤的年号，共計四個月。

## 紀年對照表
| 隆緒 | 元年  | 二年  |
| ---- | ----- | ----- |
| 公元 | 527年 | 528年 |
| 干支 | 丁未  | 戊申  |

## 同期存在的其他政權年號
- - 大通（527年－529年）：南朝梁—梁武帝蕭衍之年號
  - 孝昌（525年－528年）：北魏—魏孝明帝元詡之年號
  - 武泰（528年）：北魏—魏孝明帝元詡之年號
  - 天建（524年－527年）：北魏時期—民變領袖莫折念生之年號
  - 真王（525年－528年）：北魏時期—民變領袖杜洛周之年號
  - 神嘉（525年－535年）：北魏時期—民變領袖劉蠡升之年號
  - 廣安（526年－528年）：北魏時期—民變領袖葛荣之年號
  - 甘露（526年－530年）：高昌—麴光之年號

## 深入閱讀
- 李崇智. . 北京: 中華書局. 2004年12月. ISBN 7101025129.